# Liste von Dokumenten der Päpstlichen Bibelkommission
Die Liste von Dokumenten der Päpstlichen Bibelkommission enthält unter anderem die Responsen der Päpstlichen Bibelkommission (Pontificia Commisio de re biblica) zu ihr vorgelegten strittigen Fragen (Dubia) der Bibelwissenschaften. Sie bildeten für römisch-katholische Exegeten die verbindliche Grundlage ihrer Arbeit am Alten und Neuen Testament. Mit dem Motu proprio Praestantia Scripturae (18. November 1907) wurde ihre Verbindlichkeit der von Dekreten der Heiligen Kongregationen gleichgestellt.
Die Dokumente der Päpstlichen Bibelkommission sind im Zusammenhang der drei Bibelenzykliken zu verstehen:
- Providentissimus Deus vom 18. November 1893
- Spiritus paraclitus vom 15. September 1920
- Divino afflante Spiritu vom 30. September 1943

Die Entwicklung der päpstlichen Lehre zum Thema Bibel fasste der damalige Kardinal Joseph Ratzinger 1993 so zusammen: „Wenn sich Leo XIII. [1893] in der Zeit eines äußerst selbstsicheren und geradezu dogmatisch auftretenden Liberalismus überwiegend kritisch geäußert hatte, ohne das Positive der neuen Möglichkeiten auszuschließen, so konnte fünfzig Jahre später aufgrund der fruchtbaren Arbeit großer katholischer Exegeten Papst Pius XII. in seinem Schreiben Divino afflante Spiritu vom 30. September 1943 vor allem positiv ermutigen, die modernen Methoden für das Verstehen der Bibel fruchtbar zu machen. Die Konstitution des Zweiten Vatikanischen Konzils über die göttliche Offenbarung, Dei Verbum, vom 18. November 1965 griff dieses alles auf; sie hat uns eine Synthese zwischen den bleibenden Einsichten der Vätertheologie und den neuen methodischen Erkenntnissen der Moderne geschenkt, die maßgebend bleiben.“
Dadurch, dass Fulcran Vigouroux 1903–1913 Erster Sekretär der Bibelkommission war, gelangten dessen exegetische Positionen in Einleitungsfragen zu weiter Verbreitung in der katholischen Bibelwissenschaft.
| Pontifikat        | Name | Datum             | Inhalt |
| ----------------- | --- | ----------------- | --- |
| Pius X.           | Circa citationes implicitas in S. Scriptura contentas                                                        | 13. Februar 1905  | Ein katholischer Exeget darf nur in Ausnahmefällen Passagen der Heiligen Schrift als Zitat aus dem Werk eines anderen, nicht inspirierten Autors bezeichnen. |
| Pius X.           | De narrationibus specietenus tantum historicis in S. Scripturae libris qui pro historicis habentur           | 23. Juni 1905     | Nur in Ausnahmefällen kann ein katholischer Exeget Bibeltexte als Gleichnisse, Allegorien usw. bezeichnen, die kein Bericht über tatsächliche historische Begebenheiten sind. |
| Pius X.           | De mosaica authentia Pentateuchi                                                                             | 27. Juni 1906     | Die Ansicht, dass der Pentateuch nicht Mose zum Verfasser hätte, sondern aus Quellen zusammengestellt sei, wird abgewiesen. Dies muss aber nicht so verstanden werden, als hätte er den ganzen Pentateuch mit eigener Hand geschrieben oder jemandem diktiert; er kann auch mehrere Personen mit der Niederschrift beauftragt und ihr Werk abschließend gebilligt haben. Mose kann bei Abfassung des Pentateuch selbst Quellen (schriftliche Urkunden oder mündliche Überlieferungen) verwendet haben. Nach dem Urteil der Kirche ist es möglich, dass im Text des Pentateuch Überlieferungsfehler enthalten sind. |
| Pius X.           | De auctore et veritate historica quarti Evangelii                                                            | 29. Mai 1907      | Der Apostel Johannes ist der Verfasser des Johannesevangeliums. Der gesamte Inhalt des Evangeliums ist historische Wahrheit; die Reden hat Jesus Christus in der Weise gehalten, wie sie im Evangelium stehen. |
| Pius X.           | De libri Isaiae indole et auctore                                                                            | 28. Juni 1908     | Wesen und Autor des Jesajabuchs. Die Ansicht, dass die Kapitel 40–66 nicht vom Propheten Jesaja stammen, wird abgewiesen. Die historische Person Jesaja hatte kraft der Prophetie die Fähigkeit, sich auf Ereignisse zu beziehen, die erst lange nach seinem Tod eintrafen. Die Propheten bezogen sich mit ihrer Botschaft nämlich nicht nur auf ihre Zeitgenossen, sondern wandten sich auch an zukünftige Generationen. In diesem Sinne sind Kapitel 40–66 von Jesaja verfasst und spendeten Juden im Babylonischen Exil Trost. Philologische Argumente für eine spätere Abfassung von Jes 40–66 überzeugen nicht. Auch die Meinung, dass nicht Jesaja allein, sondern mehrere Personen das Jesajabuch verfasst hätten, wird abgewiesen. |
| Pius X.           | De organo officiali Commissionis biblicae                                                                    | 15. Februar 1909  | Das offizielle Organ der Päpstlichen Bibelkommission. |
| Pius X.           | De charactere historico trium priorum capitum Geneseos                                                       | 30. Juni 1909     | Der historische Charakter von Genesis 1–3: Unter anderem die Erschaffung eines Urmenschenpaares im Stand der Gerechtigkeit, Unversehrtheit und Unsterblichkeit, der Sündenfall und die Vertreibung der Stammeltern aus dem Paradies. Ein Verständnis als Sagen oder Allegorien wird abgewiesen. Da jedoch die Kirchenväter Genesis 1–3 auf unterschiedliche Weise interpretierten, ist es für katholische Exegeten möglich, einzelne Formulierungen als Metaphern oder anthropomorphe Redeweise zu verstehen. Es handelt sich beim Bibeltext nicht um eine wissenschaftlich exakte Beschreibung der Weltentstehung. Deshalb kann unter katholischen Exegeten frei darüber diskutiert werden, ob der Begriff „Tag“ wörtlich als ein natürlicher Tag oder im übertragenen Sinn als ein Zeitraum zu verstehen ist. |
| Pius X.           | De auctoribus et de tempore compositionis Psalmorum                                                          | 1. Mai 1910       | Autoren und Entstehungszeit der Psalmen: König David ist der Hauptverfasser der Psalmen. Nach dem Zeugnis des Neuen Testaments und der Kirchenväter haben einige Psalmen messianischen und prophetischen Charakter, indem sie auf Leiden, Tod und Auferstehung des Erlösers verweisen; die jüdische Interpretation der Psalmen ist daher unzutreffend. |
| Pius X.           | De auctore, de tempore compositionis et de historica veritate Evangelii secundum Matthaeum                   | 19. Juni 1911     | Autor, Entstehungszeit und historische Wahrheit des Evangeliums nach Matthäus: Der Apostel Matthäus ist der Autor des nach ihm benannten Buches, er schrieb dieses in der Sprache der Juden Palästinas (=Aramäisch) und früher als die drei anderen Evangelien. |
| Pius X.           | De auctore, de tempore compositionis et de historica veritate Evangeliorum secundum Marcum et secundum Lucam | 26. Juni 1912     | Autor, Entstehungszeit und historische Wahrheit der Evangelien nach Markus und nach Lukas: - Verfasser des Markusevangeliums war Johannes Markus, der Schüler und Übersetzer des Simon Petrus. Verfasser des Lukasevangeliums war Lukas, Begleiter des Paulus von Tarsus. - Der Text Mk 16,9–20 ist keine spätere Hinzufügung. - Die Kindheitsgeschichten und der Gebetskampf Christi im Garten Getsemani können nicht, wie Häretiker meinen, als nachträgliche Zusätze angesehen werden. - Das Magnificat darf nicht Elisabet zugeschrieben werden. - Die historische Reihenfolge, in der die Evangelien verfasst wurden, ist identisch mit ihrer Anordnung im Neuen Testament. - Markus hat sein Evangelium nicht nach der Zerstörung Jerusalems im Jüdischen Krieg geschrieben. - Lukas schloss sein Werk während der römischen Gefangenschaft des Apostels Paulus ab. - Markus und Lukas schrieben als Schüler der Apostel Petrus und Paulus und benutzten über deren Lehre hinaus keine weiteren Quellen. |
| Pius X.           | De quaestione synoptica sive de mutuis relationibus inter tria priora Evangelia                              | 26. Juni 1912     | Synoptisches Problem: Beziehung der drei älteren Evangelien zueinander. Die Zweiquellentheorie (Markuspriorität und Existenz der Logienquelle Q) ist falsch. |
| Pius X.           | De auctore, de tempore compositionis et de historica veritate de libri Actuum Apostolorum                    | 12. Juni 1913     | Autor, Entstehungszeit und historische Wahrheit der Apostelgeschichte des Lukas: Autor der Apostelgeschichte ist der Evangelist Lukas. Der Wechsel von der 3. Person Plural zur 1. Person Plural („Wirstücke“) ist kein Hinweis auf Quellen. |
| Pius X.           | De auctore, de integritate et de compositionis tempore epistolarum pastoralium Pauli apostoli                | 12. Juni 1913     | Autorschaft, Integrität und Abfassung der Pastoralbriefe des Apostels Paulus: Die Pastoralbriefe wurden vom Apostel Paulus selbst geschrieben. Es ist sicher, dass Paulus zweimal in Rom inhaftiert war, und in dem Zeitfenster zwischen der Freilassung aus dem ersten Gefängnisaufenthalt und dem Tod des Apostels sind die Briefe an Timotheus und Titus anzusetzen. |
| Pius X.           | De auctore et de modo compositionis epistolae ad Hebraeos                                                    | 24. Juni 1914     | Autor und Abfassung des Hebräerbriefs: Der Apostel Paulus ist Verfasser des Hebräerbriefs. Ob der Brief, wie er jetzt vorliegt, als ganzes von Paulus geschrieben wurde, wird dem weiteren Urteil der Kirche überlassen. |
| Benedikt XV.      | De parousia seu de secundo adventu Domini nostri Iesu Christi in epistolis Sancti Pauli apostoli             | 18. Juni 1915     | Angaben in den Briefen des Apostels Paulus über die Parusie oder Wiederkunft Jesu Christi: Der Apostel hat zu diesem Thema nicht etwa seine persönliche Meinung niedergeschrieben, sondern was er schrieb, war inspiriert und entspricht der sonstigen biblischen Lehre, dass der Zeitpunkt der Parusie nicht bekannt ist. |
| Benedikt XV.      | De additione variarum lectionum in editionis versionibus Vulgatae Novi et Veteris Testamenti                 | 17. November 1921 | Ergänzung variierender Lesungen in den Ausgaben der Vulgata. |
| Pius XI.          | De falsa duorum textuum biblicorum interpretatione                                                           | 1. Juli 1933      | Falsche Interpretation zweier Bibeltexte: Man darf Ps 16,10–11 nur so verstehen, dass der Text sich auf die Auferstehung Christi bezieht. Mt 16,26 und Lk 9,25 beziehen sich auf das ewige Heil der Seele und nicht nur auf das irdische Menschenleben. |
| Pius XI.          | De opere R. D. Friderici Schmidtke, cui titulus «Die Einwanderung Israels in Kanaan»                         | 27. Februar 1934  | Beurteilung des Werks von Friedrich Schmidtke: Die Einwanderung Israels in Kanaan (1933). Der Breslauer Alttestamentler Schmidtke missachtete das Dokument De mosaica authentia Pentateuchi und erkannte in den Patriarchentraditionen Stammesüberlieferungen, auch nahm er an, dass nicht das ganze Volk Israel in Ägypten war, sondern nur ein Teil. Damit widersprach er den Enzykliken Providentissimus Deus und Spiritus Paraclitus. Katholische Exegeten werden daran erinnert, dass die richtige Interpretation der Heiligen Schrift der Kirche obliegt und es nicht gestattet ist, die heilige Schrift anders auszulegen, als es die Kirchenväter einhellig taten und als die Kirche es lehrt. |
| Pius XI.          | De usu versionum Sacrae Scripturae in Ecclesiis                                                              | 30. April 1934    | Gebrauch der Versionen der Heiligen Schrift in den Kirchen. |
| Pius XII.         | De experimentis ad lauream                                                                                   | 16. Juli 1939     | Promotionsordnung. |
| Pius XII.         | De experimentis ad Prolytatum                                                                                | 7. Juli 1942      | Prüfungsordnung für das Lizentiat. |
| Pius XII.         | De versionibus Sacrae Scripturae in linguas vernaculas                                                       | 20. August 1943   | Versionen der Heiligen Schrift in den Volkssprachen. |
| Pius XII.         | De usu novi Psalterii latini extra horas canonicas                                                           | 20. Oktober 1947  | Gebrauch des neuen lateinischen Psalters außerhalb des kanonischen Stundengebets. |
| Pius XII.         | Des sources du Pentateuque et de l’historicité de Genèse 1–11 (Brief an Erzbischof Emmanuel Suhard)          | 16. Januar 1948   | Die Quellen des Pentateuch und die historische Wahrheit der biblischen Urgeschichte: Zum Thema der Dokumente vom 27. Juni 1906 (Mose als Autor des Pentateuch) und 30. Juni 1909 (Historizität der Schöpfung- und Sündenfallerzählungen der Genesis). Eine wissenschaftliche Prüfung dieser Fragen in der Zukunft erscheint weiterhin möglich, die Kommission wird gegenwärtig keine Stellungnahmen zu diesen Themen abgeben. Die Frage, ob es Quellenschriften des Pentateuch gibt, ist schwierig und bedarf weiterer Untersuchung durch katholische Exegeten. Die literarische Eigenart von Gen 1–11 (Urgeschichte) ist ein komplexes Thema. Man kann weder die Geschichtlichkeit pauschal bestreiten noch die literarischen Formen dieser Texte außer Acht lassen und Kriterien an sie anlegen, die ihnen nicht entsprechen. |
| Pius XII.         | De Scriptura sacra in Clericorum seminariis et Religiosorum collegiis recte docenda                          | 13. Mai 1950      | Unterricht der Heiligen Schrift in Priesterseminaren und Kollegien. |
| Pius XII.         | De opere R. D. Bernardi Bonkamp, cui titulus «Die Psalmen»                                                   | 9. Juni 1953      | Beurteilung des Werks von Bernhard Bonkamp: Die Psalmen nach dem hebräischen Grundtext (1949). Es entspricht der katholischen Hermeneutik nicht und darf in Seminaren und Kollegien nicht verwendet werden. |
| Pius XII.         | De consociationibus biblicis et de conventibus ac coetibus eiusdem generis                                   | 15. Dezember 1955 | Bibelvereinigungen und Bibelseminare. |
| Paul VI.          | De historica Evangeliorum veritate                                                                           | 21. April 1964    | Historische Wahrheit der Evangelien. „Die neuen Studien zeigen, dass das Leben und die Lehre Jesu nicht einfach berichtet wurden, allein mit dem Zweck, sie in Erinnerung zu bewahren, sondern dass sie ,gepredigt‘ wurden, um der Kirche die Grundlage des Glaubens und der Sitten zu bieten; daher soll der Exeget, indem er sorgsam die Zeugnisse der Evangelisten untersucht, in der Lage sein, mit tieferem Eindringen den unvergänglichen theologischen Wert der Evangelien zu zeigen, und ins volle Licht rücken, wie notwendig und wichtig die Interpretation der Kirche ist.“ |
| Paul VI.          | Ratio periclitandae doctrinae – Candidatorum ad academicos gradus in Sacra Scriptura                         | 7. Dezember 1974  | Prüfungsordnung für die Erlangung akademischer Grade in den Bibelwissenschaften. |
| Johannes Paul II. | De Sacra Scriptura et christologia                                                                           | 1984              | Bibel und Christologie. |
| Johannes Paul II. | Unité et diversité dans l’Église                                                                             | 11. April 1988    | Einheit und Vielfalt in der Kirche. |
| Johannes Paul II. | Die Interpretation der Bibel in der Kirche                                                                   | 15. April 1993    | „Die Menschwerdung des ewigen Wortes fand ja in einem bestimmten Zeitraum der Geschichte, in einem genau umschriebenen sozialen und kulturellen Umfeld statt.“ Die fundamentalistische Bibellektüre wird dem nicht gerecht; Exegese ist zum sachgerechten Verstehen der Bibel notwendig. Die Anwendung der historisch-kritischen Methode „wenigstens in ihren hauptsächlichen Zügen“ ist unverzichtbar. Dieser diachrone Zugang kann durch synchrone Zugänge (rhetorische, narrative, semiotische und andere Methoden) sinnvoll ergänzt werden; die historisch-kritische Methode hat kein Monopol in der Exegese. |
| Johannes Paul II. | Das jüdische Volk und seine Heilige Schrift in der christlichen Bibel                                        | 24. Mai 2001      | Ergebnisse des Jüdisch-christlichen Dialogs werden formuliert, mit dem oft zitierten Kernsatz: „Die Christen können und müssen zugeben, daß die jüdische Lesung der Bibel eine mögliche Leseweise darstellt, die sich organisch aus der jüdischen Heiligen Schrift der Zeit des Zweiten Tempels, in Analogie zur christlichen Leseweise, die sich parallel entwickelte. Jede der beiden Leseweisen bleibt der jeweiligen Glaubenssicht treu, deren Frucht und Ausdruck sie ist. So ist die eine nicht auf die andere rückführbar.“ |
| Benedikt XVI.     | Bibel und Moral. Biblische Wurzeln christlichen Handelns                                                     | 11. Mai 2008      | Die biblischen Weisheitsschriften sind anschlussfähig für den interreligiösen Dialog: „Die Offenheit der israelitischen Weisheit für die Völker und der deutlich internationale Charakter der Weisheitsbewegung kann eine biblische Basis geben für einen Dialog mit den anderen Religionen und für die Suche nach einer globalen Ethik.“ |
| Franziskus        | Inspiration und Wahrheit der Heiligen Schrift                                                                | 22. Februar 2014  | Nach Klärung des Verhältnisses von Inspiration und Wahrheit befasst sich das Dokument mit ausgewählten Bibeltexten, die vom historischen, ethischen und sozialen Standpunkt her problematisch erscheinen, und zeigt beispielhaft auf, was moderne Exegese zum Verständnis dieser Texte beitragen kann: - Gottes Verheißung und Abrahams Glaube (Gen 15), - Durchzug der Israeliten durch das Meer (Ex 14), - Bücher Tobit und Jona (sie enthalten „eine Reihe von Ereignissen, bei denen man sich fragen kann, ob sie sich wirklich ereignet haben“); - die Kindheitsevangelien nach Matthäus und Lukas wurden als Einleitung in das jeweilige Buch gestaltet und unterscheiden sich daher; - Wundererzählungen; - Ostererzählungen; - Gewalt in der Bibel, insbesondere die Vernichtungsweihe (geboten im Deuteronomium, getreu umgesetzt von Josua und am Beginn der Monarchie, 1 Sam 15); - das Gebet um Vergeltung und die „Feinde“ des Psalmbeters; - soziale Stellung der Frau, insbesondere in den Briefen des Paulus: „Er schlägt nicht neue soziale Modelle vor, sondern, ohne die Ordnungen seiner Zeit zu ändern, lädt er ein, die sozialen Beziehungen und Regeln, die zu seiner Zeit, im ersten Jahrhundert, als dauerhaft und unveränderlich galten, von innen her so zu gestalten, dass sie im Einvernehmen mit dem Evangelium gelebt werden können.“ |